# Pipp!n
Pour les articles homonymes, voir Pippin.
La Pipp!n ou Pippin (également appelée Bandai Pippin ou Bandai Pipp!n) est une console de jeux vidéo conçue par Apple et commercialisée en 1996 par Bandai. Apple ayant opté pour une technologie ouverte, elle fut construite par différentes entreprises. La principale fut Bandai, qui en vendit près de 45 000. Bandai arrête l'exploitation de la Pipp!n en mars 1997.
Elle innovait en étant constituée d'éléments matériels et logiciels provenant de la micro-informatique. L'idée était de créer un ordinateur destiné aux jeux vidéo, mais possédant quelques caractéristiques d'un ordinateur de bureau, dont la navigation sur internet.
Elle comprenait :
- matériel : 

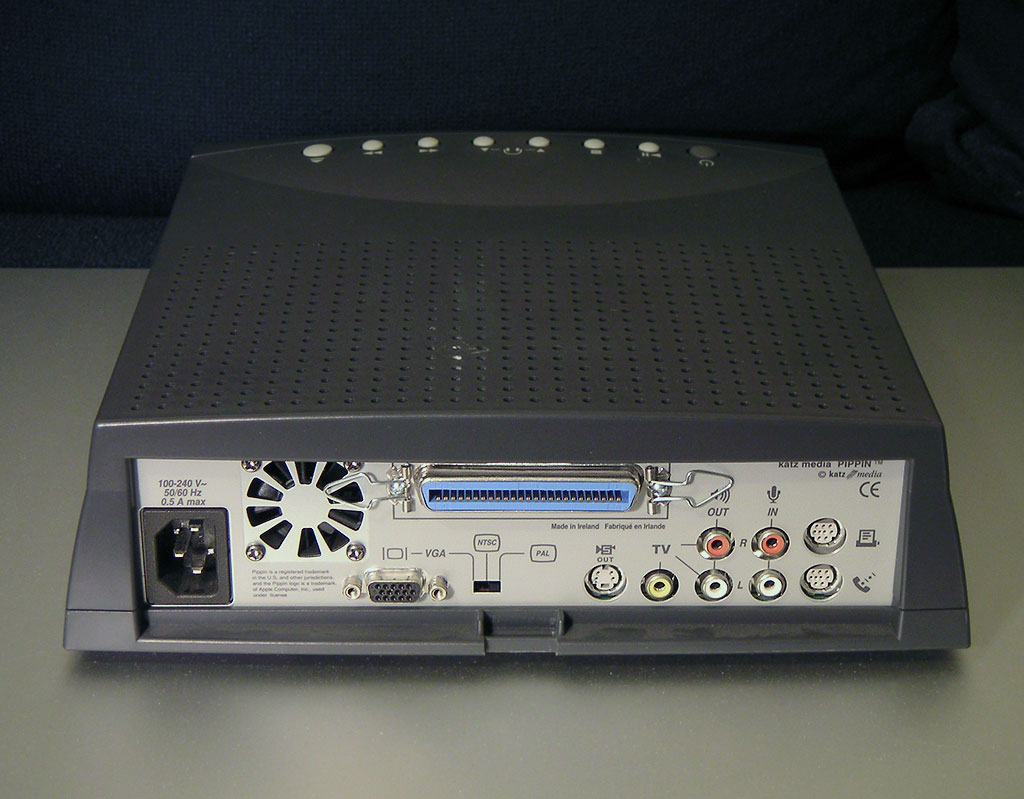
Face arrière.

  - processeur PowerPC 603 (semblable à ceux présents dans les Macintosh de l'époque) à 66 MHz
  - lecteur de CD-ROM 4x
  - mémoire extensible par un module de 2, 4 ou 8 Mo (en plus des 5 Mo de base)
  - mémoire ROM de 4 Mo
  - 128 ko de mémoire Flash
  - sorties vidéo 8 et 16 bits (256 et milliers de couleurs) NTSC/PAL et VGA
  - entrées et sorties audio 16 bits
  - 2 ports ADB modifiés (joystick, clavier, souris)
- logiciel :
  - une version allégée de Mac OS Système 7 intégrée dans les CD-ROM
  - une possibilité de programmer les jeux en Java

Elle se heurta dès sa sortie à la concurrence des consoles Nintendo 64, Saturn et Sony PlayStation, qui dominaient déjà le marché, et avaient surtout un catalogue de jeux beaucoup plus important et des capacités 3D.
Pipp!n n'eut jamais un grand succès et sa commercialisation fut rapidement abandonnée.

## Pipp!n Atmark
En mars 1996, la Pipp!n Atmark, est lancée au Japon au prix 620 dollars. Cette nouvelle version reçoit un accueil mitigé, étant trop chère en tant que console de jeux vidéo et sous-équipée en tant qu'ordinateur. Symbole d'espoir pour Bandai et Apple, puisque le phénomène Power Rangers commence alors à décliner et qu'Apple perd de plus en plus de parts de marché face à Windows, la console est un échec commercial. Bandai déclare ne pas faire de bénéfices sur sa vente. Bandai annonce l'arrêt de la production en juillet 1997.